# NSコーポレーション
NSコーポレーション株式会社（えぬえすコーポレーション）は、東京都港区に本社を置く建設・不動産等の管理運営、イベント・クリエイティブ制作を行う企業。1969年に株式会社資生堂の不動産関連会社として設立するが、2008年にビルメンテナンスなどを行う日本管財株式会社に株式の90％を譲渡。株式会社資生堂の連結からは外れているが、現在も株式の10％を保有しており、関係性は続いている。

## 沿革
- 1969年 - 資生堂開発株式会社設立
- 1997年 - 株式会社資生堂からイベント事業を移管
- 2000年 - 株式会社資生堂からグラフィックアーツ事業を移管
- 2008年 - 株式譲渡に伴いNSコーポレーション株式会社に社名変更[2]